# Колекастино II (Терамо)
Колекастино II (итал. Collecastino II) је насеље у Италији у округу Терамо, региону Абруцо.
Према процени из 2011. у насељу је живело 23 становника. Насеље се налази на надморској висини од 407 м.